# Kathy Rinaldi Stunkel
Kathy Rinaldi Stunkel (* 24. März 1967 in Stuart, Florida) ist eine ehemalige US-amerikanische Tennisspielerin. Seit 2017 ist sie Teamchefin der Fed-Cup-Mannschaft der Vereinigten Staaten.

## Karriere
Sie wurde 1981 Tennisprofi und gewann in Kyōto im Alter von 14 Jahren, 6 Monaten und 24 Tagen ihr erstes Profiturnier. Sie ist damit die zweitjüngste Spielerin der Tennisgeschichte nach Tracy Austin, der ein solcher Erfolg gelungen ist.
In ihrer Laufbahn erreichte sie bei allen Grand-Slam-Turnieren das Halbfinale, dabei konnte sie Spielerinnen wie Steffi Graf, Jana Novotná und Pam Shriver bezwingen. Der endgültige Durchbruch blieb jedoch aus. Auf der WTA Tour gelangen ihr insgesamt drei Turniersiege im Einzel und zwei Erfolge im Doppel.
Im September 1997 beendete Kathy Rinaldi ihre Tenniskarriere.